# Green Car Journal
Green Car Journal es una publicación trimestral creada en 1992 que se centra en los vehículos ecológicos y tecnologías y energías respetuosas con el medio ambiente. La revista también acoge eventos, produce paseo-y-conducción de vehículos avanzados y eléctricos y lleva a cabo diversas actividades de divulgación para educar a los consumidores acerca de las opciones de vehículos verdes.
En noviembre de 2004 la edición de la revista de primavera de 2004 ganó una medalla de plata al «Mejor Número de Revista Única» ("Best Single Magazine Issue") de los Premios Mediáticos de Automoción Internacional ("International Automotive Media Awards"), junto con otros ocho premios para escritos de revista.

## Premios patrocinados
El Coche Verde del año (Green Car of the Year) y Visión del Coche Verde (Green Car Vision Award) son los premios anuales otorgados por Green Car Journal.